# El senyor de Ballantrae
 El senyor de Ballantrae  (títol original en anglès: The Master of Ballantrae) és una pel·lícula estatunidenco-britànica dirigida per William Keighley el 1953, amb Errol Flynn i Roger Livesey. Ha estat doblada al català.

## Argument[2]
Escòcia al segle xviii. El narrador explica que el 1745, Carles Eduard Estuard torna a Escòcia i demana ajuda per prendre el tron al rei Jordi II del Regne Unit de la casa de Hannover i restaurar-hi la casa Estuard.
Jamie Durrisdeer és l'hereu del senyoriu de Ballantrae. Fidel als Estuard, aficionat a baralles i aventures galants, Jamie s'ajunta a les tropes rebels escoceses i participa en els combats contra els anglesos. Però, victoriosos, aquests ocupen aviat el país. Buscat per les noves autoritats, Jamie és denunciat per Jessie, una amant gelosa. S'escapa per poc als seus perseguidors i, ferit, s'ha d'amagar en el maquis. Tanmateix, més que dolor físic, Jamie pateix pensant que és el seu germà, Henry, qui l'hauria venut als anglesos per prendre-li el senyoriu i la seva promesa Allison ... Aconsegueix fugir amb l'ajuda del seu amic Burke, un coronel irlandès.
Després de diverses aventures que els porten a tractar amb pirates, prenen possessió d'un galió espanyol i tornen rics a Escòcia. A Ballantrae, troben els anglesos i són detinguts. Amb l'ajuda de Henry i de Jessie, que ha reconegut la seva traïció, aconsegueixen fugir. Jamie dona al seu germà una part de les joies espanyoles, li deixa el senyoriu i se'n va cap a Amèrica amb el coronel Burke i Allison.

## Repartiment
- Errol Flynn: Jamie Durrisdeer
- Roger Livesey: coronel Francis Burke
- Anthony Steel: Henry Durrisdeer
- Beatrice Campbell: lady Alison
- Yvonne Furneaux: Jessie Brown
- Felix Aylmer: lord Durrisdeer
- Mervyn Johns: MacKellar
- Charles Goldner: Mendoza
- Ralph Truman: major Clarendon
- Francis de Wolff: Matthew Bull
- Jacques Berthier: Arnaud
- Moultrie Kelsall: Capità MacCauley
- Gillian Lynne: Marianne

## Al voltant de la pel·lícula
- Aquesta pel·lícula ha estat rodada en part al castell d'Eilean Donan (Escòcia), en part a Cornualles, i en part al port de Palerm a Sicília.[4]